# Orphinus hartmanni
Orphinus hartmanni es una especie de escarabajo de piel del género Orphinus, de la familia Dermestidae, orden Coleoptera. Mide aproximadamente 2,3-2,8 mm de longitud.

## Distribución
Se distribuye por Asia: India y Nepal.

## Taxonomía
Fue descrita por Háva en 2001.